# La maschera di cera (film 2005)
La maschera di cera (House of Wax) è un film del 2005, diretto da Jaume Collet-Serra, al debutto come regista. Nonostante il titolo possa far pensare ad un nuovo adattamento dell'opera ideata per il teatro da Charles Belden ed ispirata al romanzo di Gaston Leroux, portata sullo schermo (molto liberamente) nel 1933, 1953 e 1997, la pellicola si rifà piuttosto a film come Horror Puppet di David Schmoeller, molto simile come trama.

## Trama
Sei giovani ragazzi, Carly, suo fratello Nick, Wade, Dalton, Blake e Paige, partono per andare a vedere una partita di football. La notte si accampano in un bosco e la mattina dopo Wade scopre che la cinghia di trasmissione dell'auto è rotta. Uno strano individuo che trasporta corpi di animali morti su un furgoncino si offre di condurli alla stazione di servizio più vicina, nella cittadina di Ambrose. Mentre il resto del gruppo va alla partita, Wade e Carly accettano il passaggio. Gli altri però si rendono conto che c'è troppo traffico per arrivare in tempo all'incontro e decidono quindi di tornare indietro ad aspettare Wade e Carly.
Ad Ambrose, Wade e Carly non trovando nessuno in giro si recano alla chiesa da dove sentono uscire una musica d'organo e appena aperta la porta vedono che è in corso un funerale. Si ritraggono subito ma vengono raggiunti da un uomo che prima li rimprovera per aver disturbato la funzione, poi si scusa presentandosi come Bo e proprietario della stazione di servizio presso cui dice loro di aspettarlo e dove li raggiungerà al termine del rito funebre. I due, per ingannare l'attesa e spinti dalla curiosità, entrano nel museo delle cere e notano che non sono riprodotte delle celebrità ma solo gente comune. Turbati, tornano verso il garage della stazione di servizio di Bo.
I due ragazzi capiscono troppo tardi le cattive intenzioni di Bo: Wade viene ferito all'interno della casa e trascinato nel sottosuolo da Vincent, mentre Carly – che attendeva fuori – riesce a sventare l'aggressione di Bo e fuggire a piedi nascondendosi in chiesa dove scopre casualmente, dopo aver urtato una delle statue di cera, che questa si rompe mostrando un braccio al suo interno, rivelando così che esse sono ricavate dagli esseri umani. La ragazza viene poi catturata da Bo e portata alla stazione di servizio, dove lui la lega e le incolla le labbra per farla stare zitta. Nel frattempo il fratello di Bo, Vincent, trasforma Wade, sedato ma ancora vivo, in una statua di cera.
Mentre Blake e Paige si accampano per amoreggiare, Nick e Dalton arrivano ad Ambrose per cercare i loro amici. Bo tenta di accoltellare Nick, ma il ragazzo evita il colpo e dopo un breve corpo a corpo con l'uomo riesce a scappare e a rifugiarsi nella stazione di servizio, dove libera Carly. Insieme, i due scoprono che tutti gli abitanti di Ambrose sono morti, ma sono stati preservati nella cera in modo da far apparire la città ancora abitata. Contemporaneamente Dalton si accorge che una delle statue nel museo delle cere è proprio Wade, ma viene subito aggredito da Vincent, che lo uccide, così come farà poi con Blake fuori dalla sua tenda. Paige subirà la stessa sorte dopo una vana fuga all'interno di uno zuccherificio abbandonato, dove scoprirà numerose auto e mucchi di effetti personali evidentemente appartenuti ad altri malcapitati.
Intanto Nick e Carly si nascondono in un cinema, dove riescono a ferire Bo: i due si dirigono quindi subito verso casa sua, sperando di ritrovare Wade e Dalton. Poco dopo però Bo rientra ferito in casa, ed arriva anche suo fratello. I due si accorgono dei ragazzi, che fuggono nel museo delle cere, dove Carly riesce finalmente a uccidere Bo, mentre Nick scatena un incendio che comincia a sciogliere l'intero palazzo, fatto completamente di cera. Vincent rimane imprigionato dalle fiamme, mentre Carly e Nick riescono a fuggire. La polizia nota l'incendio e i due vengono soccorsi ma, mentre vengono portati via in ambulanza, passano accanto allo strano tipo che li aveva accompagnati ad Ambrose, che li saluta. Nello stesso momento lo sceriffo riceve una chiamata: un suo collega ha scoperto che in realtà i Sinclair non avevano due figli, bensì tre.

## Produzione
Il titolo inizialmente era Wax House, Baby. Qualche primo poster era stato persino stampato con questo titolo, che venne poi modificato nell'ufficiale House of Wax. La crew ha voluto che il casting scegliesse prima l'attrice per il ruolo di Paige, per poi scegliere il resto del cast successivamente. La scelta è poi ricaduta sull'ereditiera Paris Hilton. Le riprese sono iniziate a fine aprile 2004 a Queensland in Australia, con un budget di 40 milioni di dollari. Durante le riprese, MTV ha avuto il permesso per girare un documentario trasmesso in sei parti chiamato Movie Life: House of Wax, in cui gli attori principali vengono ripresi durante la loro esperienza lavorativa, sia sul set che fuori.

## Distribuzione
Inizialmente, durante le riprese, si optava per un rilascio cinematografico per Halloween del 2004, ma il film in quel periodo non era ancora stato completato. È stata poi assegnata la data ufficiale per la distribuzione in Nord America, il 6 giugno 2005. Ha avuto la sua anteprima il 30 aprile dello stesso anno al Tribeca Film Festival di New York e una nel giorno di debutto a Hollywood. In Italia il film è stato distribuito precisamente tre settimane dopo, il 27 giugno, ottenendo un divieto per i minori di 14 anni.

### Home video

#### Le edizioni fallate
Il film doveva essere inizialmente distribuito in DVD in Italia il 20 settembre 2005, ma tutte le copie erano risultate fallate, in quanto al settantesimo minuto, dopo la scena dell'inseguimento l'audio si scambiava automaticamente dall'italiano allo spagnolo, che oltretutto non era nemmeno presente tra le lingue impostate nell'edizione. La Warner Bros. scrisse poco dopo un comunicato stampa, nel quale annunciò che il film sarebbe uscito nell'edizione corretta il 25 novembre 2005 e così accadde. Alcune edizioni fallate sono ancora reperibili in commercio e l'unico modo per distinguerle dalle edizioni corrette è il codice che si trova nella copertina. Nelle versioni corrette, il codice è Z8 - 40029 (o anche con uno 0 dopo Z8), mentre nelle versioni fallate il codice è Z8 - 38945.

#### DVD
Queste riportate di seguito sono le caratteristiche tecniche del DVD in edizione corretta, uscita venerdì 25 novembre 2005:
- Lingue audio: Italiano Dolby Digital 5.1, Inglese Dolby Digital 5.1, Francese Dolby Digital 5.1
- Sottotitoli: Italiano, Italiano per non udenti, Inglese, Inglese per non udenti, Francese, Olandese, Arabo
- Menù interattivi
- Suddivisione in 31 scene
- Visione a schermo intero con formato 1.85:1
- Trailer cinematografico originale
- I commenti del cast: un contenuto speciale di 26 minuti nel quale i protagonisti seduti su un divanetto si ritrovano a commentare delle riprese e delle papere dal dietro le quinte
- Dietro le quinte: un contenuto speciale di 7 minuti che svela vari retroscena sulla creazione del film, con foto esclusive degli storyboard e filmati durante la costruzione del paesino utilizzato per le riprese
- Effetti speciali: un contenuto speciale di 12 minuti dove gli effettisti parlano di come hanno creato diverse scene al computer, soprattutto il finale del film
- Le gag: un contenuto speciale di 4 minuti sulle papere ed errori del cast durante le riprese
- Joel Silver promuove il film: un contenuto speciale di 2 minuti in cui il produttore, occupato sul set di Kiss Kiss Bang Bang, fa pubblicità al film e agli altri quattro precedenti della casa di produzione Dark Castle Entertainment.
- Inizio alternativo: inizialmente era questa la scena iniziale prevista, nella quale una ragazza di nome Jennifer, rimasta in panne, aspetta un carro attrezzi che finalmente arriva. Il conducente tira fuori una mano dal finestrino, la afferra e la uccide facendola schiantare contro il parabrezza.

#### Digital HD

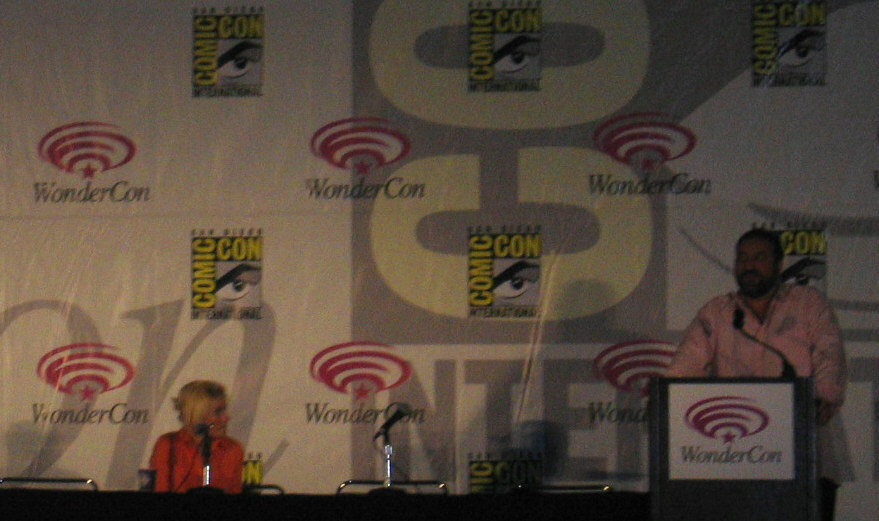
Cuthbert insieme a Joel Silver discutere del film

Il film è disponibile per l'acquisto digitale su iTunes sia in qualità standard da 576p (come nel DVD) che in qualità ad alta definizione in 1080p. Di seguito saranno riportate le caratteristiche tecniche della versione Digital HD ad acquisto digitale:
- Lingue audio: Italiano Dolby Digital 5.1, Inglese Dolby Digital 5.1
- Sottotitoli: Italiano, Testo in Italiano automatico, Inglese per non udenti, Bulgaro, Ceco, Danese, Ebraico, Estone, Finlandese, Francese, Lettone, Lituano, Norvegese, Olandese, Polacco, Portoghese, Russo, Sloveno, Spagnolo, Svedese, Tedesco, Turco, Ucraino e Ungherese.
- Suddivisione in 31 scene
- Visione a schermo intero con formato 1.85:1
- Un peso da 2,1 gigabyte in qualità standard da DVD (576p), da 4,52 gigabyte in qualità ad alta definizione (720p) e da 5,4 gigabyte in definizione massima disponibile di qualità (1080p)

#### Blu-Ray
Il Blu-ray del film in Italia è ancora inedito, malgrado sia stato distribuito in molti altri paesi, come la Francia, la Germania, la Spagna, gli USA e tanti altri. I contenuti speciali sono gli stessi del DVD, così come le caratteristiche tecniche, a parte la qualità video, in 1080p ad alta definizione.

## Accoglienza

### Incassi
Il film è stato un modesto successo, incassando mondialmente 70000000 $ a fronte di un budget di circa 40 milioni di dollari. Nel primo weekend di programmazione in Italia, ha incassato 159 000€, per terminare con un incasso complessivo di 703000 €.

### Critica
Nel 2005, ai tempi della sua uscita, il film ricevette critiche contrastanti. La maggior parte delle critiche negative erano rivolte soprattutto alla presenza dell'ereditiera Paris Hilton nel cast, che le è valso un Premio Razzie come peggior attrice. Molti critici però, seppur non apprezzandolo appieno, lo hanno consigliato ritenendolo un prodotto comunque migliore di altri horror adolescenziali. Tra i critici che hanno "protetto" il film, troviamo Roger Ebert, che ha detto «La maschera di cera non è eccellente, ma efficiente» e ha difeso la Hilton scrivendo che «ha fatto semplicemente ciò che le è stato chiesto di fare, senza fare né di meglio né di peggio rispetto ad altre giovane attrici del genere».
Stephen Hunter, critico cinematografico del Washington Post, ha dichiarato: «Questo film regala, come nessun altro film in anni, una gran quantità di favolose uccisioni vecchio stile. Perciò, se la cosa non è di vostro gusto, non andate a vederlo ».
Mick LaSalle del San Francisco Chronicle che ha dato alla pellicola un gradimento del 75%, ha detto «tra un mese, nessuno parlerà più di questo film. Eppure, a proposito di una pellicola come questa, c'è da farsi solo una domanda: È divertente? Sì. Un sacco. Assolutamente.».

## Riconoscimenti
- 2005 - Teen Choice Awards
  - Miglior attore in un film d'azione/avventura/thriller a Chad Michael Murray
  - Miglior scena di urlo a Paris Hilton
  - Miglior film thriler
  - Miglior attrice in un film d'azione/avventura/thriller a Elisha Cuthbert
  - Candidatura per la migliore attrice non protagonista a Paris Hilton
  - Candidatura per il migliore attore non protagonista a Jared Padalecki
  - Candidatura per il miglior rumble a Elisha Cuthbert, Chad Michael Murray e Brian Van Holt
- 2006 - MTV Movie Awards
  - Candidatura per la performance più terrorizzante a Paris Hilton
- 2006 - Razzie Awards[12][13][14]
  - Peggiore attrice non protagonista a Paris Hilton
  - Candidatura per il peggior film
  - Candidatura per il peggior prequel, remake, rip-off o sequel